# 塞音
塞音广义上指气流受到阻碍的音，可能包括爆发音、塞擦音、喷音、啧音、鼻音、内爆音等。
狭义上，塞音指爆发音（plosive）。